# Старий Кокорів
Стари́й Ко́корів — село в Україні, у Кременецькій міській громаді Кременецького району Тернопільської області. Розташоване на річці Іква, в центрі району. До 2020 було підпорядковане Попівецькій сільській раді. До Старого Кокорова приєднано хутори Королівщина та Кошелівка.
Населення — 348 осіб (2007).

## Історія
Перша писемна згадка — 1545.
Кокорів згадується окремо у всіх люстраціях Кременецького замку. Тут знаходився фільварок. У ньому знаходилося будови з двох світлиць з сіньми, кухня, пивниця, пекарня, казна; чотири стави; млин; 19 дворищ та стільки ж димів, огородники, 5 димів на свободі; невільна челядь числом 14 чоловік; худоба – 6 волів, 3 бики, 7 корів, 3 ялівки, озимки, 2 телят, 31 свиня, 26 гусей, 6 каплунів. Інший фільварок був у Вілія - Двірець де була будова у вигляді світлиці із коморою та сіньми, пекарня з коморою. Челядь, знову ж невільна числом 6 чоловік. Із худоби було 12 волів, 11 корів, 11 телят, 6 биків, 11 літніх телят, 16 гусей, 38 свиней, 17 поросят, 19 курей, 1 каплун.
Діяли «Просвіта» та інші товариства.
На 1936 рік село входило до ґміни Бережці Кременецького повіту.
З 1952 року  по 1993 рік  діяла початкова школа.
В 1949-50 роках в селі Старий  Кокорів було організовано колгосп «Паризької комуни», який в 1952-1953 роках об’єднався з колгоспом «17 Вересня» (с. Попівці). 
Тернопільська обласна Рада народних депутатів рішенням від 12 лютого 1993 року села Старий Кокорів і Новий Кокорів, раніше об’єднані в одне село Кокорів Попівецької сільради, взяла їх на облік і підпорядкувала Попівецькій сільраді.
12 червня 2020 року, відповідно до розпорядження Кабінету Міністрів України № 724-р «Про визначення адміністративних центрів та затвердження територій територіальних громад Тернопільської області», увійшло до складу Кременецької міської громади.
19 липня 2020 року, в результаті адміністративно-територіальної реформи та ліквідації Кременецького (1940-2020) району, село увійшло до складу новоутвореного Кременецького району.

## Пам'ятки
Є «фігура». Церква Святого Михайла.

## Соціальна сфера
Працює торговельний заклад.

## Галерея

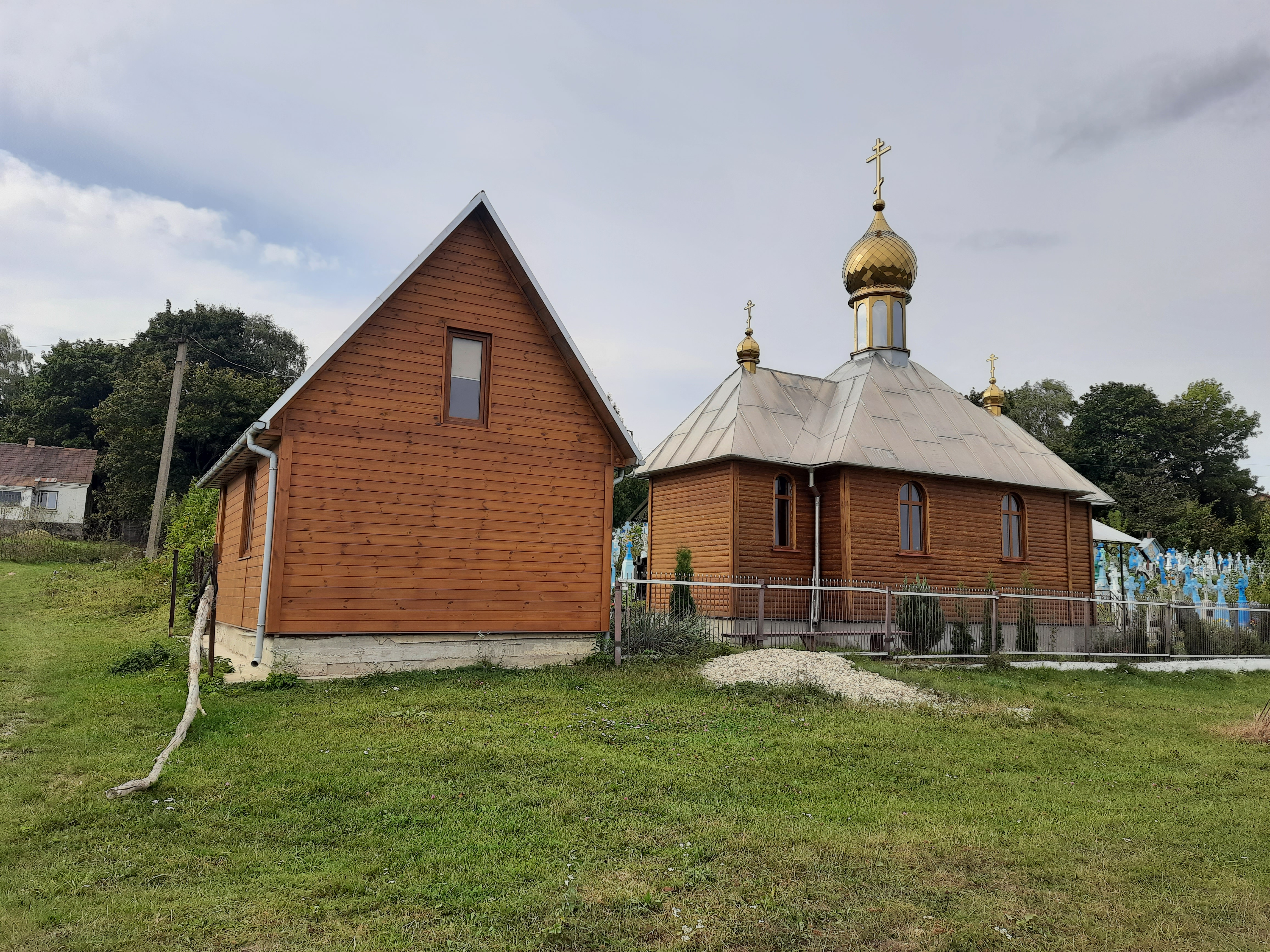
Церква Святого Михайла
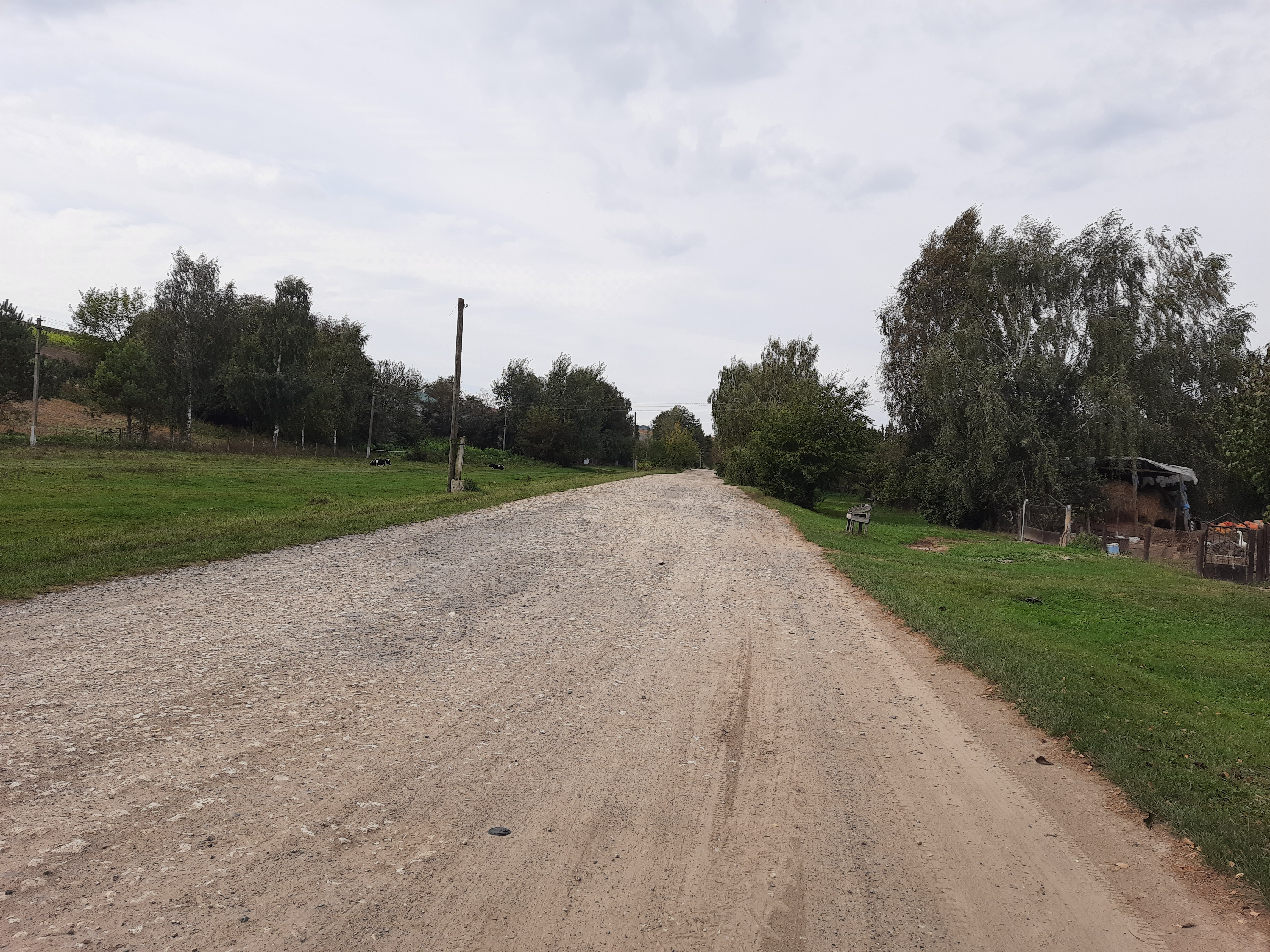
Сільська вулиця
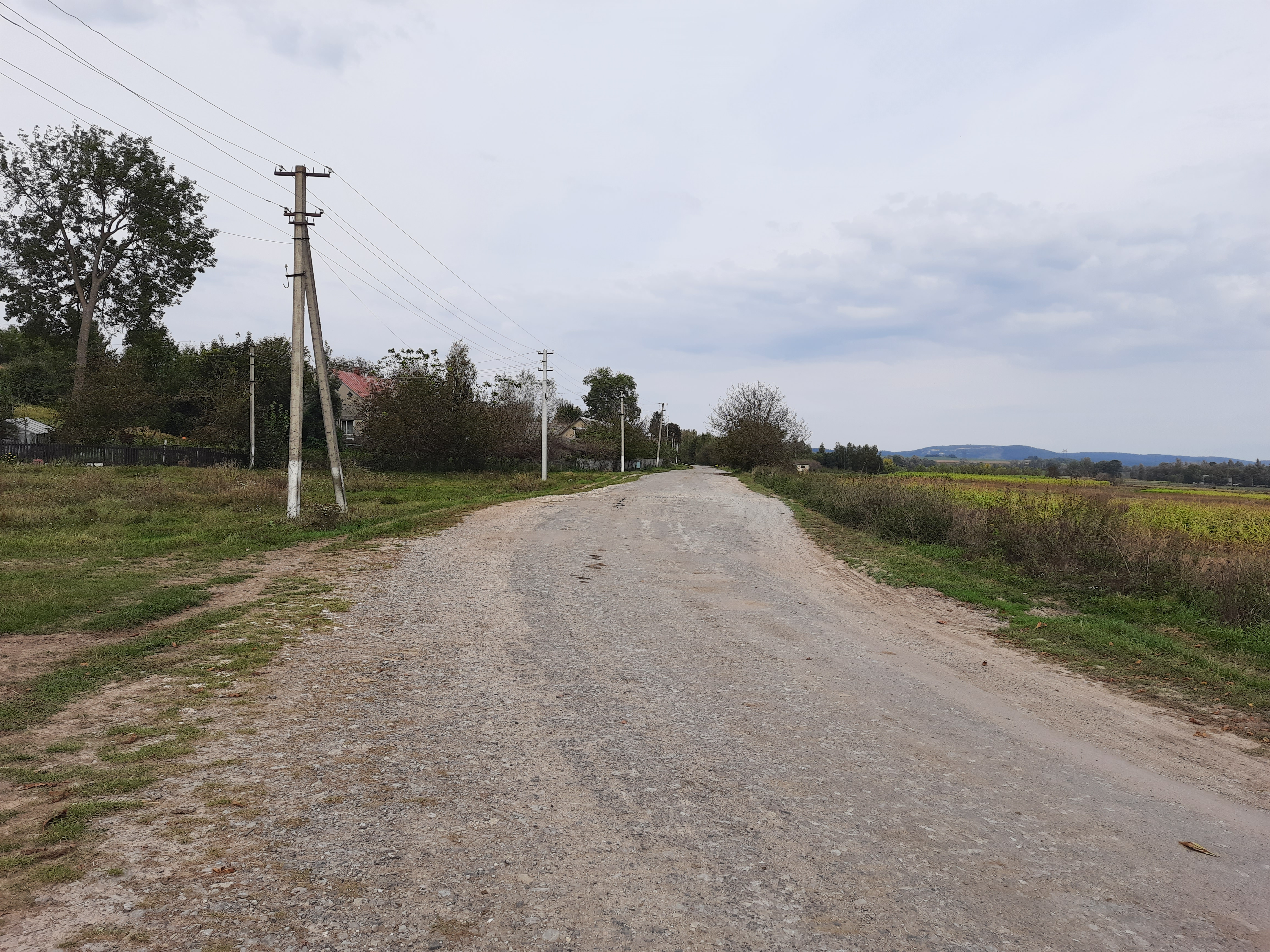
Сільський пейзаж